# Sulpicjusz Sewer (święty)
Sulpicjusz Sewer (łac. Sulpitius Severus), inaczej Sulpicjusz I z Bourges (zm.  591 r.) –  biskup Bourges, święty Kościoła katolickiego. 

## Życie
Fakty z jego życia, uważane za wiarygodne, przekazał w Historii Franków Grzegorz z Tours. Zachowało się również kilka informacji zawartych w aktach synodów z VI wieku. W XII wieku Gwibert z Gembloux napisał dwa żywoty świętego, w których dodał różne informacje (między innymi twierdził, że Sulpicjusz był uczniem świętego Marcina), ale ich wiarygodność jest odrzucana przez współczesnych badaczy.
Sulpicjusz Sewer pochodził z akwitańskiego rodu senatorskiego. Otrzymał bardzo staranne wykształcenie – zadziwiał współczesnych swoim talentem krasomówczym i umiejętnością pisania oraz przemawiania w prozie rytmicznej. Był jednym z najważniejszych współpracowników i doradców króla Franków Guntrama I, który w roku 584 mianował go metropolitą Bourges, odrzucając cztery inne kandydatury. 
Wkrótce po wyświęceniu Sulpicjusz zwołał synod w Clermont, na którym rozstrzygnął spór pomiędzy biskupami Innocentym z Rodez i Ursicinusem z Cahors. Uczestniczył też w synodzie z Macon z 585 roku. Zmarł w roku 591 . 
Według Martyrologium Rzymskiego święto Sulpicjusza Sewera obchodzono 29 stycznia . W liturgii był wspominany jako biskup, który niestrudzenie głosił słowo Boże, dbał o moralność i odpowiednie wykształcenie duchowieństwa oraz był doskonałym administratorem. Relikwie świętego czczono do rewolucji francuskiej w katedrze w Bourges .